# Klitciîn (Levkiv), Jîtomîr
Klitciîn (în ucraineană Клітчин) este un sat în comuna Levkiv din raionul Jîtomîr, regiunea Jîtomîr, Ucraina.

## Demografie
Componența lingvistică a localității Klitciîn
     Ucraineană (98,21%)
     Rusă (1,61%)
Conform recensământului din 2001, majoritatea populației localității Klitciîn era vorbitoare de ucraineană (98,21%), existând în minoritate și vorbitori de rusă (1,61%).